# Zoetermeer (tijdschrift)
Zoetermeer was een literair tijdschrift dat in 1994 opgericht werd door Rob van Erkelens, Ronald Giphart en Joris Moens en werd uitgegeven door Nijgh en van Ditmar. Het laatste nummer verscheen in 1997.
Het tijdschrift was een spreekbuis voor een aantal jonge schrijvers die in de jaren negentig debuteerden (ook wel de Generatie Nix genoemd), en legde zich toe op 'lichamelijke literatuur'. De titel van het tijdschrift is ontleend aan de stad Zoetermeer. In de roman Het uur van lood van Rob van Erkelens noemde hij Zoetermeer 'een betonnen doolhof', een slaapstad waar alleen forenzen wonen en waar verder niets te doen is. De burgemeester van Zoetermeer kreeg een recensie van de roman in het NRC onder handen waarin de passage over Zoetermeer genoemd werd, en was nogal gepikeerd door de uitspraken van Van Erkelens en schreef hem hierover een brief. Deze brief werd gepubliceerd in het eerste nummer, samen met het antwoord van Rob van Erkelens. Het redactioneel van Boek 1: 'Zoetermeer is ijkgemeente voor statistisch onderzoek naar de bevolking van Nederland. Zoetermeer is derhalve representatief voor maatschappelijke en culturele ontwikkelingen in Nederland.'
Zoetermeer heeft geen programma, beginselverklaring, manifest, inhoudelijke statuten of andere bij voorbaat beperkende regels, wat leidt tot het verwijt van critici dat de jonge auteurs zich nergens mee engageren. Het redactionele stuk in Boek 1 is dan ook een opsomming van feiten over het tijdschrift: waar het gedrukt wordt, op welk papier, door wie het vervoerd wordt en met wat voor vrachtwagens. Dit wordt een enkele keer onderbroken met uitspraken over het tijdschrift, en de opmerking: 'Terwijl U deze alinea’s las, gingen er ongeveer 2500 kinderen dood van de honger (...) Terwijl u deze alinea’s las waren er world wide zo'n 28.972 minnaars onveilig aan het vrijen, en stierven er 822 mensen aan aids.'
De meeste bijdragen in Zoetermeer hadden alledaagse onderwerpen, waren realistisch en zonder veel omhaal geschreven. Nihilisme voerde de boventoon evenals seksualiteit, drugs en popcultuur.
De vormgeving van alle uitgaven was in handen van Jan-Maarten Buissant.

## Redactie
- 1994, Boek 1: Rob van Erkelens, Ronald Giphart, Joris Moens, Jan-Maarten Buissant
- 1995, Boek 2 & Boek 3/4: Rob van Erkelens, Ronald Giphart, Joris Moens, Jan-Maarten Buissant, Mirjam Vosmeer, Menno Wigman. (Boek 3/4: zonder Ronald Giphart)
- 1996, Boek 5: Rob van Erkelens, Jan-Maarten Buissant, Mirjam Vosmeer, Menno Wigman
- 1996, Boek 6: Jan de Jong, Harmen Lustig, Lidewijde Paris
- 1996, Boek 7: Jan de Jong, Harmen Lustig, Lidewijde Paris, Maartje Fleur
- 1997: Boek 8, 9 en 10: Maartje Fleur, Jan de Jong, Harmen Lustig, Lidewijde Paris

## Belangrijkste auteurs
Proza
Rob van Erkelens (6 bijdragen), Esther Gerritsen (4 bijdragen), Harmen Lustig (5 bijdragen), Joris Moens (3 bijdragen), Margherita Pasquini (4 bijdragen), Jasper Dik (2 bijdragen), Thomas van Aalten (1 bijdrage), Martijn Jacobs (1 bijdrage).
Poëzie
Marc van Biezen (6 bijdragen), Pieter Boskma (3 bijdragen), Arnold Jansen op de Haar (3 bijdragen), Rudolph Korsten (3 bijdragen), Menno Wigman (3 bijdragen).
In vertaling
Thomas Beller (2 bijdragen), Douglas Coupland (2 bijdragen), Denis Johnson (2 bijdragen), Chris Adrian, Judy Budnitz, Andrew Cozine.